# Пузряков, Анатолий Филиппович
Пузряков Анатолий Филиппович (родился 24 ноября 1937 Ново-Каширск Московской обл.) — доктор технических наук (1999), профессор (2003), Заслуженный деятель науки и техники.

## Биография
Пузряков Анатолий Филиппович родился 24 ноября 1937 г. в г. Ново-Каширск Московской области. В 1967 году окончил МВТУ им. Н.Э. Баумана по специальности «Летательные аппараты». 
Работает с 1967 года в МВТУ им Баумана в должностях: инженера, зав. сектором, заведующим лабораторией плазменных технологий. В настоящее время работает профессором кафедры «Технологии ракетно-космического машиностроения» МГТУ им. Н.Э. Баумана.
В 1971 г. защитил кандидатскую диссертацию, в 1979 г. ему присвоено ученое звание старшего научного сотрудника, ученая степень доктора технических наук присуждена в 1999году., ученое звание профессора присвоено  в 2003 г. С 1971 года является руководителем научного направления «Плазменные технологии в машиностроении». Под его руководством защищено 6 кандидатских диссертаций и 2 докторские, осуществляет руководство 4 аспирантами, опубликовал 238 печатных работ (из них 8 без соавторов, 19 авторских свидетельств, 4 патента), издал 11 учебных пособия и монографий.
За большой вклад в развитие науки и подготовку высококвалифицированных кадров  награжден государственными наградами: в1980 году награжден Орденом Знак Почета, медалью Федерации космонавтики РФ имени летчика- космонавта СССР Ю.А. Гагарина, знаком МинВуза СССР  «За отличные успехи в работе».
В 1999 году за разработку и внедрение системы экологически чистых технологий нанесения покрытий многофункционального назначения присуждена премия Правительства Российской Федерации в области науки и техники.
С 1975 года являлся председателем оргкомитета постоянно действующей Всесоюзной конференции «Теория и практика газотермического нанесения покрытий».
КНИГИ, ИЗДАННЫЕ   в  sm12=bmstu.ru
- медаль Федерации космонавтики РФ имени лётчика-космонавта СССР Ю. А. Гагарина;
- знак МинВуза СССР «За отличные успехи в работе»;
- премия Правительства Российской Федерации (1999) — за разработку и внедрение системы экологически чистых технологий нанесения покрытий многофункционального назначения.[1]